# OR1L6
OR1L6 (англ. Olfactory receptor family 1 subfamily L member 6) – білок, який кодується однойменним геном, розташованим у людей на короткому плечі 9-ї хромосоми. Довжина поліпептидного ланцюга білка становить 347 амінокислот, а молекулярна маса — 39 515.
| 10         |  | 20         |  | 30         |  | 40         |  | 50         |
| ---------- |  | ---------- |  | ---------- |  | ---------- |  | ---------- |
| MSYFYRLKLM |  | KEAVLVKLPF |  | TSLPLLLQTL |  | SRKSRDMEIK |  | NYSSSTSGFI |
| LLGLSSNPQL |  | QKPLFAIFLI |  | MYLLAAVGNV |  | LIIPAIYSDP |  | RLHTPMYFFL |
| SNLSFMDICF |  | TTVIVPKMLV |  | NFLSETKVIS |  | YVGCLAQMYF |  | FMAFGNTDSY |
| LLASMAIDRL |  | VAICNPLHYD |  | VVMKPRHCLL |  | MLLGSCSISH |  | LHSLFRVLLM |
| SRLSFCASHI |  | IKHFFCDTQP |  | VLKLSCSDTS |  | SSQMVVMTET |  | LAVIVTPFLC |
| IIFSYLRIMV |  | TVLRIPSAAG |  | KWKAFSTCGS |  | HLTAVALFYG |  | SIIYVYFRPL |
| SMYSVVRDRV |  | ATVMYTVVTP |  | MLNPFIYSLR |  | NKDMKRGLKK |  | LQDRIYR    |

A: Аланін

C: Цистеїн

D: Аспарагінова кислота

E: Глутамінова кислота

F: Фенілаланін

G: Гліцин

H: Гістидин

I: Ізолейцин

K: Лізин

L: Лейцин

M: Метіонін

N: Аспарагін

P: Пролін

Q: Глутамін

R: Аргінін

S: Серин

T: Треонін

V: Валін

W: Триптофан

Кодований геном білок за функціями належить до рецепторів, g-білокспряжених рецепторів, білків внутрішньоклітинного сигналінгу. 
Локалізований у клітинній мембрані.